# Adolf Ott (SS-Mitglied)

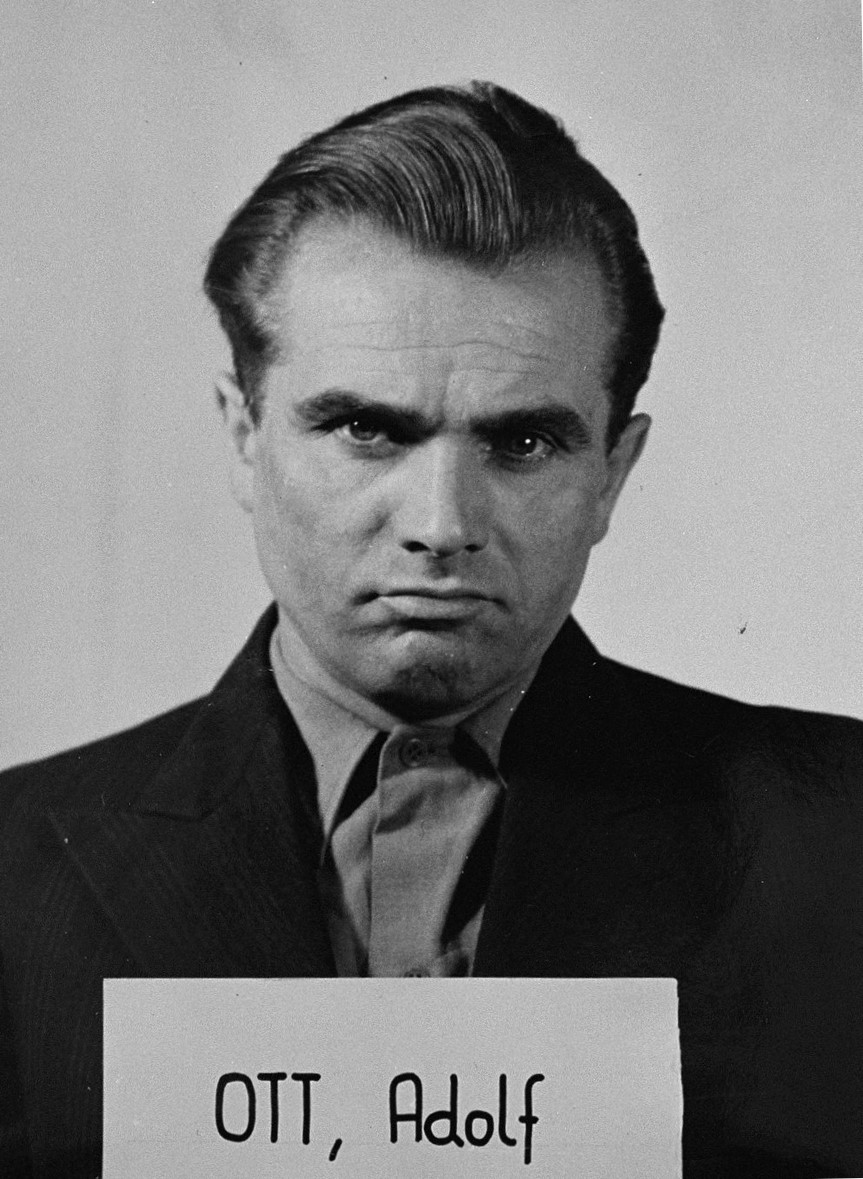
Adolf Ott während des Einsatzgruppen-Prozesses

Adolf Hermann Ott (* 29. Dezember 1904 in Waidhaus; † 10. Oktober 1973 in Inzell) war SS-Obersturmbannführer (seit 30. Januar 1941); vom 15. Februar 1942 bis Januar 1943 als Anführer des Sonderkommandos 7b  der Einsatzgruppe B für zahlreiche Massenmordaktionen in Russland und Weißrussland verantwortlich.

## Leben
Adolf Ott besuchte von 1910 bis 1918 die Volksschule (vier Klassen) und die Realschule (vier Klassen) in Lindau. Kurz nach dem Ersten Weltkrieg schloss er sich einem illegalen Freikorps an, begann aber nach dessen Auflösung dann eine kaufmännische Lehre. Diese Ausbildung und die anschließende Beschäftigung als Kontorist erfolgte bei der Kaffeemanufaktur Köchin in Lindau. Während dieser Zeit wurde er am 1. September 1922 Mitglied der NSDAP. Im gleichen Jahr begann seine aktive Zeit bei den SA-Trupps im Raum Bodensee. Nach dem zeitweiligen Verbot der NSDAP trat er der Partei zum 27. April 1925 erneut bei (Mitgliedsnummer 2433). Zu dieser Zeit war er als kaufmännischer Angestellter in der Firma Brügge, einer Wollfabrik und Textilgroßhandel tätig. Zwei Jahre später 1927 trat er aus der NSDAP und aus den SA-Formationen aus.
Erst 1931 bekam er wieder Kontakt zu diesen Kreisen und trat am 1. September der SS (SS-Nr. 13.294) bei. Zeitgleich aktivierte er auch seine NSDAP-Mitgliedschaft. Die Mitgliedernummer blieb die gleiche wie 1922 vergeben. Nach 1933 wurde er Angestellter der Deutschen Arbeitsfront (DAF) in Lindau und verpflichtete sich zu einer ehrenamtlichen Tätigkeit beim Sicherheitsdienst der NSDAP. Seit 1935 arbeitete er dort hauptamtlich und war in der SD-Organisation für den Raum Württemberg. Dort übernahm er die Leitung der Grenznebenstelle des SD in Lindau.
Im Februar 1942 wurde er als Nachfolger von Günther Rausch Kommandeur des Sonderkommandos 7b. In den folgenden elf Monaten organisierte Ott zwischen 80 und 100 Massenmordaktionen an Zivilisten in der Gegend von Brjansk.
Im Nürnberger Einsatzgruppen-Prozess 1947 rechtfertigte er die Massenmorde, indem er die Opfer als Partisanen und Saboteure bezeichnete und behauptete, er habe sie befragt. Vom Vorsitzenden Richter Musmanno befragt, was mit jüdischen Gefangenen geschah, antwortete Ott: „Entsprechend dem Führerbefehl wurden grundsätzlich alle Juden erschossen.“
Ott wurde 1948 zum Tode verurteilt, 1951 zu lebenslänglicher Haft begnadigt, am 9. Mai 1958 wurde Ott aus dem Kriegsverbrechergefängnis Landsberg entlassen. Otts Verteidiger im Prozess war Josef Kössl.